# Andrea Orlando
Andrea Orlando (La Spezia, 8 febbraio 1969) è un politico italiano.
Proveniente dal Partito Comunista Italiano, è stato un membro fondatore del Partito Democratico nel 2007, e da allora è considerato uno dei principali rappresentanti dell'area socialdemocratica in seno al partito, per cui è stato deputato in tutte le legislature dalla XV alla XIX. Il 23 febbraio 2017 si è candidato alle elezioni primarie per la segreteria del Partito Democratico in competizione con Matteo Renzi e Michele Emiliano, arrivando secondo. Dal 17 aprile 2019 al 17 marzo 2021 è stato vicesegretario del Partito Democratico.
Ha ricoperto le cariche di ministro dell'ambiente nel governo Letta (2013-2014), ministro della giustizia nei governi Renzi (2014-2016) e Gentiloni (2016-2018), ministro del lavoro e delle politiche sociali nel governo Draghi (2021-2022).

## Biografia
Nato a La Spezia, da padre di origine campana e madre di origine toscana, profondamente legati al Partito Comunista Italiano, ha conseguito la maturità scientifica al liceo Antonio Pacinotti della città natale.
Iscrittosi alla facoltà di giurisprudenza dell'Università di Pisa, non conclude gli studi per via dell'impegno politico.

### Gli inizi nel comune della Spezia
Entrato nel Partito Comunista Italiano (PCI), dove si colloca nella corrente migliorista di Giorgio Napolitano, nel 1989 diventa segretario provinciale della Federazione Giovanile Comunista Italiana, l'organizzazione giovanile del PCI, e l'anno successivo, alle elezioni amministrative del 1990, si candida al consiglio comunale della Spezia, tra le sue liste, risultando eletto consigliere comunale.
In seguito allo scioglimento del PCI con la svolta della Bolognina di Achille Occhetto nel 1991, aderisce alla nascita del post-comunista Partito Democratico della Sinistra (PDS), per poi confluire nei Democratici di Sinistra (DS) alla svolta di Massimo D'Alema nel 1998.
Alle amministrative del 1993 viene rieletto consigliere comunale della Spezia, nelle liste del PDS a sostegno del candidato sindaco di sinistra Roberto Lucio Rosaia, diventando capogruppo del PDS al consiglio comunale.
Nel 1995 diventa segretario cittadino del PDS a La Spezia, mentre due anni più tardi, alle successiva tornata elettorale del 1997, viene eletto per la terza volta consigliere comunale come il primo degli eletti, diventando anche assessore nella giunta comunale di centro-sinistra guidata da Giorgio Pagano, prima alle attività produttive e poi alla pianificazione territoriale, svolgendo l'incarico fino al 28 maggio 2002.

### Incarichi nei DS
Nel 2000 entra a far parte della segreteria regionale dei DS in Liguria come Responsabile degli enti locali, mentre nel 2001 diventa segretario provinciale dei DS nella Spezia. Alle amministrative del 2002 viene rieletto ancora, nelle liste dei DS, al consiglio comunale.
Nel 2003 viene chiamato a far parte della direzione nazionale dei DS dal segretario Piero Fassino con il ruolo di vice-responsabile dell'organizzazione, divenendo poi responsabile degli enti locali nel 2005 e successivamente nominato responsabile dell'organizzazione nella segreteria nazionale del partito nel 2006.

### Elezione a deputato
Alle elezioni politiche del 2006 si candida alla Camera dei deputati, tra le liste de L'Ulivo (che univa i DS con La Margherita) nella circoscrizione Liguria in quinta posizione, risultando eletto deputato. Nella XV legislatura della Repubblica è stato componente della 5ª Commissione Bilancio, tesoro e programmazione (2006-2007) e della 14ª Commissione Politiche dell'Unione europea (2007-2008).
Nel 2007 aderisce allo scioglimento dei DS, sancito dal congresso di quell'anno, e la sua confluenza nel Partito Democratico (PD), diventandone il primo responsabile dell'organizzazione nella segreteria nazionale di Walter Veltroni.
Alle elezioni politiche del 2008 viene ricandidato alla Camera, tra le liste del Partito Democratico nella medesima circoscrizione in seconda posizione, venendo rieletto a Montecitorio. Nel corso della XVI legislatura ha fatto parte della 5ª Commissione Bilancio, tesoro e programmazione (2008-2010), della 2ª Commissione Giustizia (2010-2013) e della Commissione parlamentare antimafia (2008-2013).

### Portavoce e Responsabile giustizia del PD
Il 14 novembre 2008 viene nominato, dal segretario del PD Veltroni, portavoce della segreteria nazionale del PD, incarico al quale viene confermato anche dal successore Dario Franceschini.
Con l'elezione di Pier Luigi Bersani a segretario del PD, a novembre 2009 viene scelto come Responsabile del Forum Giustizia del partito, incarico che mantiene fino alla sua nomina a ministro.
Alle elezioni amministrative del 2007 è stato candidato al consiglio provinciale della Spezia, tra le liste de L'Ulivo nel collegio La Spezia IV a sostegno del candidato alla presidenza della Provincia Marino Fiasella, risultando il primo dei non eletti, ma il 22 aprile 2010 diventò consigliere provinciale subentrando a uno dimissionario, mantenendo il ruolo fino al 26 luglio 2011.
Nel 2010 è stato tra i fondatori della corrente interna del PD dei Giovani turchi, in riferimento sia al movimento politico nato nell'impero ottomano agli inizi del '900 che ai giovani sardi della Democrazia Cristiana capitanati da Francesco Cossiga negli anni '50, costituita per lo più da parlamentari quarantenni e facenti parte dell’ala più a sinistra del partito, diventandone uno degli esponenti di spicco, ma dal quale nel 2017 si separa, non condividendo la scelta del presidente del PD Matteo Orfini (anch'egli membro di spicco della corrente) di appoggiare Matteo Renzi, seguito da diversi esponenti come Roberto Gualtieri, Anna Rossomando e Silvia Velo.
A gennaio 2011, in seguito alle controverse emerse dalle elezioni primarie del centro-sinistra per la scelta del candidato sindaco di Napoli (che vennero annullate), viene nominato, dal segretario del PD Bersani, commissario provinciale del PD a Napoli, dopo aver rimosso Nicola Tremante dall’incarico.

### Ministro dell'ambiente

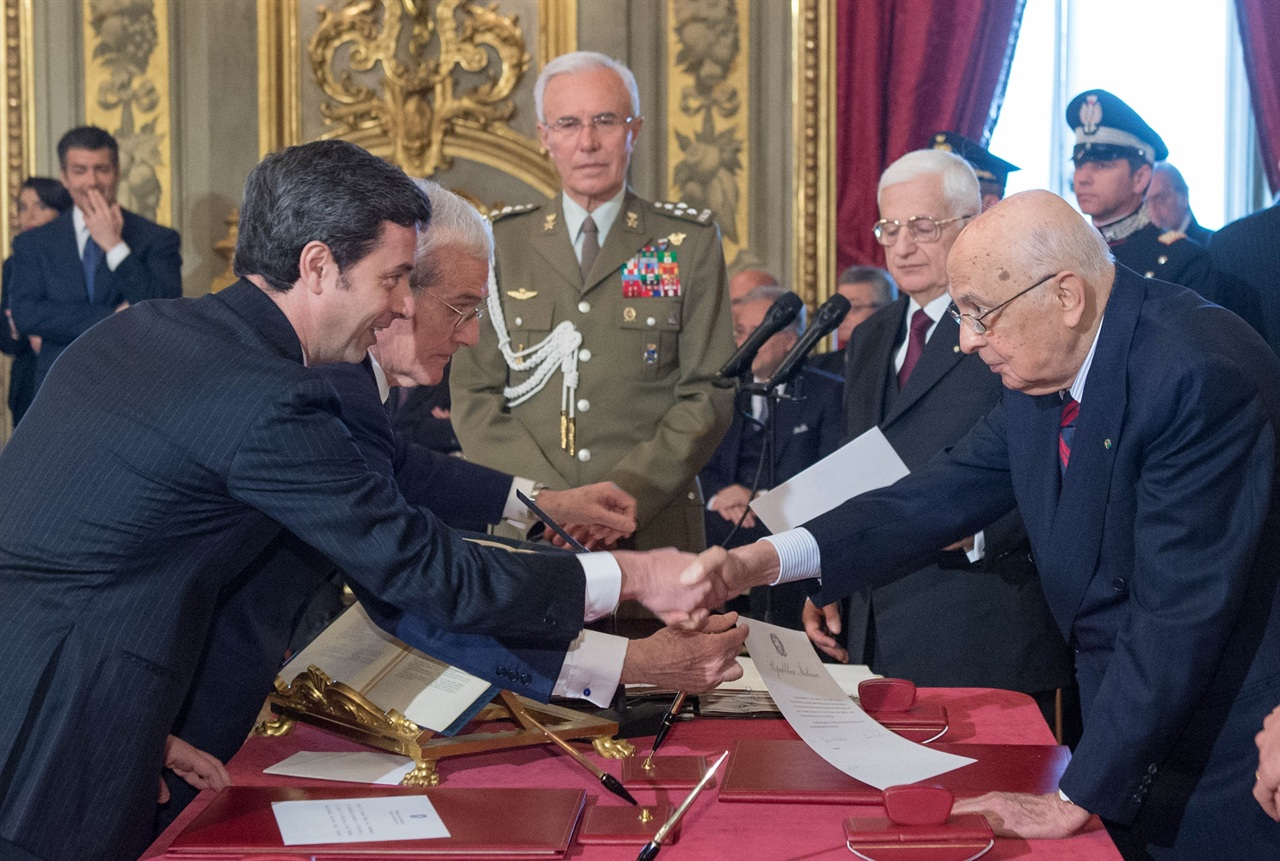
Orlando mentre presta giuramento come Ministro dell'ambiente, della tutela del territorio e del mare nel 2013

Nel dicembre 2012 partecipa alle primarie "Parlamentarie” del PD per selezionare i candidati al Parlamento in vista delle elezioni politiche del 2013, risultando con 4.544 preferenze il candidato più votato a La Spezia e in Liguria, venendo ricandidato alla Camera dei deputati, tra le liste del PD nella circoscrizione Liguria come capolista, ed eletto per la terza volta deputato.
Con la nascita del governo di larghe intese guidato da Enrico Letta, il 28 aprile 2013 giura nelle mani del Presidente della Repubblica Giorgio Napolitano come Ministro dell'ambiente e della tutela del territorio e del mare nel governo Letta, sostenuto da PD, PdL, UdC e Scelta Civica. Durante il suo mandato al MATTM viene concessa l'Autorizzazione integrata ambientale alla centrale termoelettrica Eugenio Montale presente a La Spezia, alimentata a carbone e metano.
Orlando è stato uno dei promotori della legge sulle emergenze ambientali della terra dei fuochi e dell'Ilva, che fornisce nuovi strumenti alla magistratura per combattere i roghi di rifiuti, accelera le bonifiche agrarie e stabilisce l'uso dell'esercito a scopo di sorveglianza nelle terre contaminate. La legge introduce il reato di combustione dei rifiuti abbandonati o depositati in aree non autorizzate (condanne da 2 a 5 anni che possono ulteriormente aumentare se ad appiccare i roghi è un'impresa o comunque un'attività organizzata) e prevede uno stanziamento di 50.000.000 all'anno per il 2014 e il 2015 da utilizzare per sottoporre a screening sanitario le popolazioni che vivono nella terra dei fuochi e a ridosso degli impianti Ilva. Relativamente alla Campania, inoltre, la legge prevede la mappatura delle aree agricole inquinate.
Alle elezioni primarie del PD del 2013 appoggia la mozione di Gianni Cuperlo, ex segretario della Federazione Giovanile Comunista Italiana e della Sinistra Giovanile, considerato vicino a Massimo D'Alema, ma che risulterà perdente, arrivando secondo al 18,21% dei voti contro il 67,55% dei voti del sindaco di Firenze Renzi.

### Ministro della giustizia

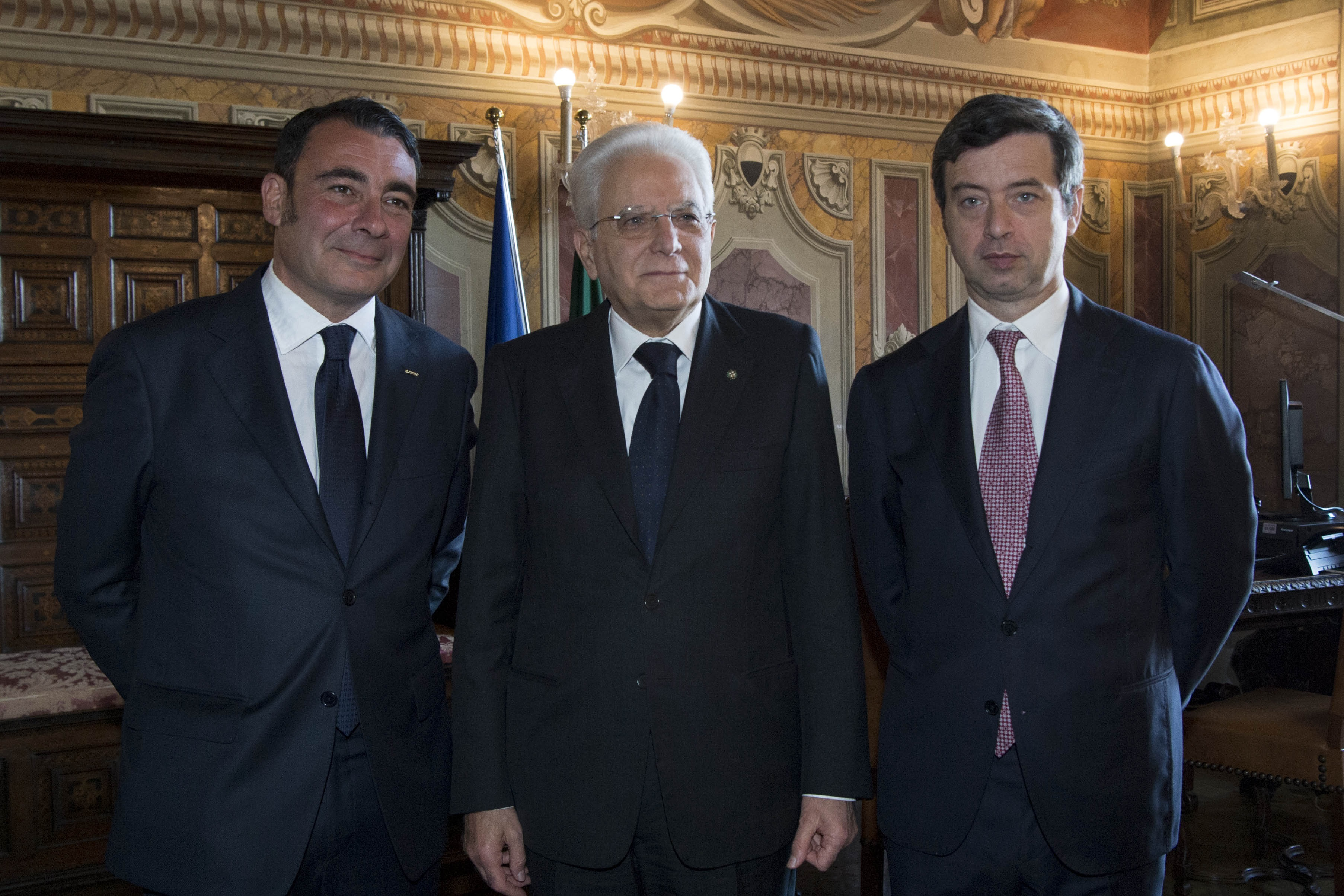
Orlando con il Presidente della Repubblica Sergio Mattarella nel 2017

In seguito alla caduta del governo di Enrico Letta, per volere del neo-segretario del PD Renzi per diventare Presidente del Consiglio, il 21 febbraio 2014 Renzi, ottenuto l'incarico di formare un governo, lo propone come ministro della giustizia. Inizialmente venne proposto come guardasigilli il magistrato Nicola Gratteri, procuratore di Reggio Calabria e figura di spicco nella lotta alla ‘ndrangheta, ma, secondo le ricostruzioni giornalistiche, il Presidente della Repubblica Giorgio Napolitano si espresse contrario, affermando che «per una regola non scritta, ma sempre rispettata, un magistrato in servizio non può diventare ministro della Giustizia», e poi si giunse alla scelta di Orlando. Il giorno seguente presta giuramento al palazzo del Quirinale nelle mani del capo di Stato Napolitano come ministro del governo Renzi.
A seguito delle dimissioni di Renzi da premier, per la bocciatura della riforma Renzi-Boschi al referendum costituzionale, il 12 dicembre 2016 viene confermato ministro della giustizia nel successivo governo presieduto da Paolo Gentiloni, giurando il giorno stesso nelle mani del Presidente della Repubblica Sergio Mattarella.

#### Attività da ministro della giustizia
Appena insediato ha dovuto affrontare l'emergenza del sovraffollamento delle carceri italiane e rispondere ai rilievi mossi dalla CEDU nella sentenza pilota Torreggiani e altri contro l'Italia. Grazie alle azioni promosse per alleviare la situazione delle carceri italiane (aumento di capienza, riduzione degli ingressi e incremento delle pene alternative), ispirate al cambio di paradigma nell'organizzazione del sistema penitenziario indicato in sede europea, che ha preso ulteriore spunto dalla convocazione degli Stati Generali dell'esecuzione penale, la CEDU ha restituito tutti i ricorsi pendenti in materia di sovraffollamento e il Comitato dei Ministri del Consiglio d'Europa ha promosso l'Italia e l'azione del Governo. Orlando è stato inoltre promotore della riforma organica del processo penale e dell'ordinamento penitenziario approvata dalla Camera nel giugno 2017. Ha portato a termine il definitivo superamento degli ospedali psichiatrici giudiziari.
Sul fronte della lotta alla corruzione ha promosso il potenziamento dell'ANAC, attraverso il decreto legge n. 90/2014 convertito in legge n. 114/2014, e la nuova legge anticorruzione, che ha tra i punti principali un aumento delle pene per i reati più gravi contro la pubblica amministrazione. La legge ha reintrodotto, tra l'altro, il delitto di falso in bilancio e ha rafforzato i poteri dell'ANAC. Sempre nel campo del contrasto alla criminalità economica è stato introdotto il reato di autoriciclaggio. Questo sforzo ha trovato un riconoscimento importante in sede OCSE con la presidenza del vertice anticorruzione svoltosi a Parigi a marzo del 2016.
Sul fronte del contrasto alla criminalità organizzata è stato tra i fautori della riforma del reato di scambio elettorale politico-mafioso. e della riforma del codice antimafia, attualmente in discussione in Parlamento
Grazie alla riforma della giustizia civile, l'Italia ha scalato in tre anni 49 posizioni nel rapporto Doing Business della Banca Mondiale, nel parametro che misura l'efficienza nelle controversie commerciali. L'Italia, grazie al varo del processo civile telematico, è diventato uno dei primi paesi al mondo ad aver informatizzato il deposito degli atti processuali scritti, tranne quelli introduttivi, in tutti i gradi di giudizio; mentre non sono state ancora informatizzate le udienze e tutte le attività da svolgere in udienza, compresa (nella maggior parte dei casi) la redazione del verbale, tuttora affidato alla scrittura manuale di avvocati e giudici.
È stato tra i protagonisti dell'approvazione delle leggi sugli ecoreati, sulle unioni civili e sul caporalato. Nel corso della presidenza italiana dell'Unione europea ha promosso la costituzione della Procura europea (EPPO) ed è stato coordinatore dei ministri della giustizia aderenti al PSE.
È stato co-firmatario dei due decreti cosiddetti Minniti-Orlando. Uno dei due ha riformato le procedure di richiesta d'asilo e rimpatrio in Italia: in particolare ha previsto l’abolizione del secondo grado di giudizio per chi richiede asilo e impugna un diniego; l’abolizione dell’obbligo di udienza da parte del giudice in favore della semplice visione della videoregistrazione del colloquio con la commissione territoriale; l’estensione della rete dei centri di detenzione per persone migranti irregolari; l’introduzione del lavoro volontario per le persone migranti. Numerose critiche e dubbi sulla costituzionalità del provvedimento sono arrivate da più parti: secondo l'Associazione Antigone, "abbiamo già un’esperienza dei Cie e abbiamo visto che ogni volta che ne è stata estesa la capienza si sono moltiplicate le violazioni dei diritti umani”; Gianfranco Schiavone dell'Asgi ha affermato che "questa proposta è in contrasto con quello che è previsto dall'ordinamento italiano per quando riguarda il ruolo del giudice nell’accertare la violazione di un diritto soggettivo”; l'Associazione nazionale magistrati ha espresso "un fermo e allarmato dissenso" rispetto a una legge che avrebbe avuto "l’effetto di una tendenziale esclusione del contatto diretto tra il ricorrente e il giudice nell’intero arco del giudizio di impugnazione delle decisioni adottate dalle Commissioni territoriali in materia di riconoscimento della protezione internazionale".
Il 3 agosto 2017 è entrata in vigore la riforma che porta il suo nome (c.d. Riforma Orlando), che ha toccato numerosi istituti sia del diritto penale sostanziale sia della procedura penale. Al suo interno si rinvengono deleghe per l'emanazione di decreti legislativi sia in tema di ordinamento penitenziario sia in tema di intercettazioni.
La riforma della magistratura onoraria ha fortemente contrariato i giudici di pace, i quali hanno intrapreso un lunghissimo sciopero.
Anche la legge sulla tortura è stata fonte di polemiche e di critiche a Orlando. Contro questa legge si sono schierati apertamente: la Corte europea dei diritti dell'uomo, il Consiglio d'Europa, i magistrati che hanno istruito i processi della Diaz, Amnesty International, un folto numero di associazioni e lo stesso primo firmatario del disegno di legge originario, il senatore PD Luigi Manconi.

### Candidato alla segreteria del PD

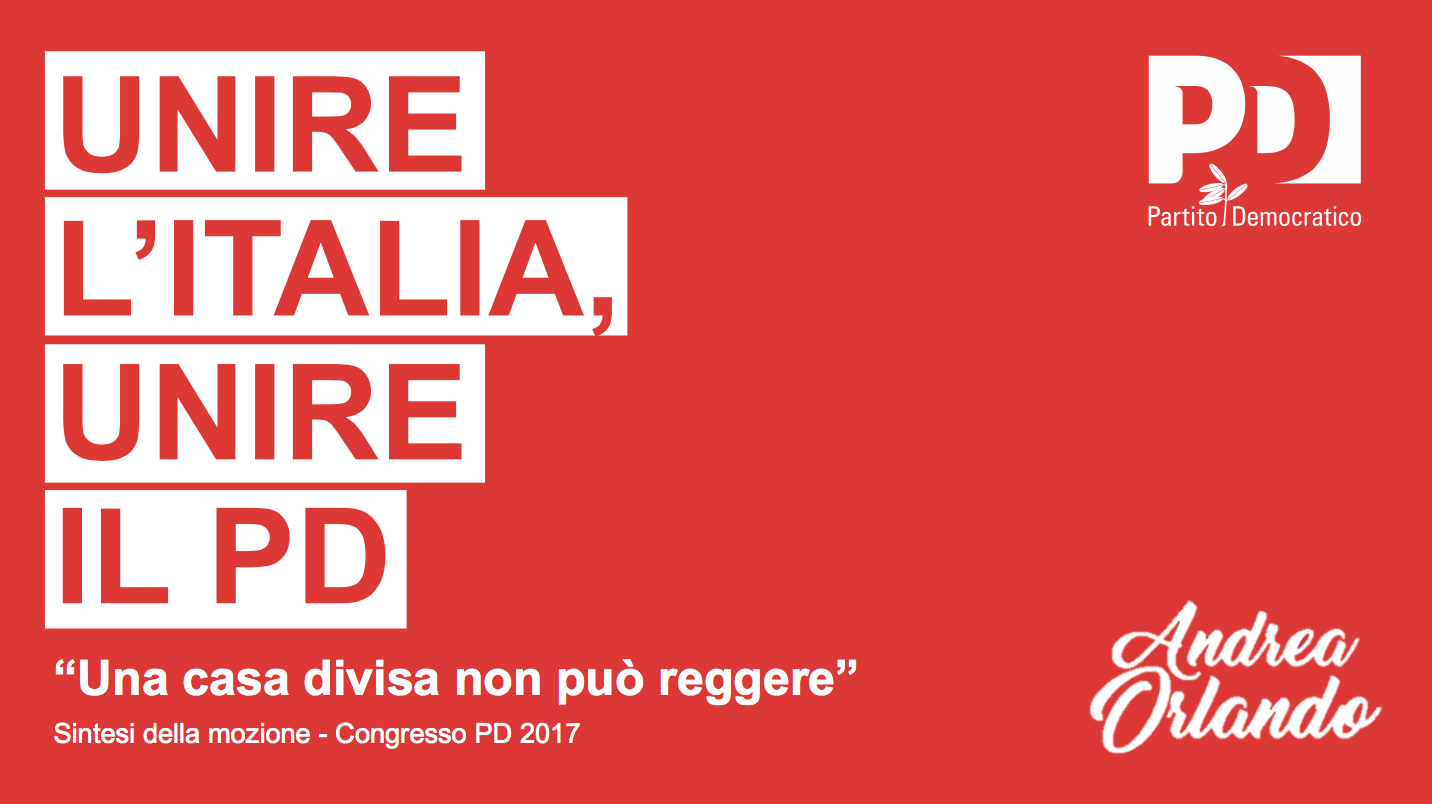
Logo della campagna elettorale di Orlando per le primarie del 2017

Il 23 febbraio 2017 ufficializza la sua candidatura a segretario del PD per le primarie del 30 aprile 2017, affermando di essere l'unico che può unire il partito dopo la scissione di Articolo Uno, andando a sfidare il segretario uscente ed ex Presidente del Consiglio Renzi e il presidente della Regione Puglia Michele Emiliano.
Durante la campagna elettorale Orlando ha criticato l'atteggiamento populista assunto da Renzi e sostenuto la necessità di creare una coalizione d'ispirazione ulivista; ha inoltre dichiarato che se avesse vinto, si sarebbe dimesso da Ministro della giustizia.
Ottiene, fra gli altri, l'appoggio di Gianni Cuperlo, Cesare Damiano, fuoriuscito dalla corrente Sinistra è cambiamento di Maurizio Martina (che sostenne la mozione di Renzi) per supportarlo, l'ex presidente della Camera Luciano Violante, Goffredo Bettini, il presidente della Regione Lazio Nicola Zingaretti, la Ministra per i rapporti col Parlamento Anna Finocchiaro, Monica Cirinnà, Sergio Lo Giudice, i prodiani Sandra Zampa, Albertina Soliani e Giulio Santagata e l'ex premier Enrico Letta.
Nella prima fase delle consultazioni, relativa ai circoli del partito, risulta il secondo candidato con una percentuale di consenso approssimata attorno al 28%, riuscendo a trionfare nelle province di Viterbo, L'Aquila, Foggia e Medio Campidano, ma alle primarie aperte ottiene il 19,96% dei voti viene superato da Renzi con il 69,17%.

### Vicesegretario del Partito Democratico
Alle elezioni politiche del 2018 viene ricandidato alla Camera, tra le liste del PD nel collegio plurinominale Emilia-Romagna - 04, venendo rieletto per la terza volta deputato. Nel corso della XVIII legislatura ha fatto parte della 8ª Commissione Ambiente, Territorio e Lavori pubblici (2018-2021), della Commissione parlamentare antimafia (2018-2020), della Delegazione italiana presso l'Assemblea parlamentare del Consiglio d'Europa (2018-2021), dov'è stato relatore sullo stato di diritto in Polonia e Moldavia, e della 13ª Commissione Agricoltura (2021-2022), venendo sostituito da Andrea Frailis per l'incarico di ministro nel governo Draghi.
Alle primarie del PD nel 2019 sostiene la mozione di Nicola Zingaretti, candidato con la carriera amministrativa più lunga alle spalle, che risulterà vincente con il 66% dei voti, e il 17 aprile 2019 viene nominato dal neo-segretario del PD Zingaretti come suo vicesegretario insieme a Paola De Micheli.

### Ministro del lavoro e politiche sociali

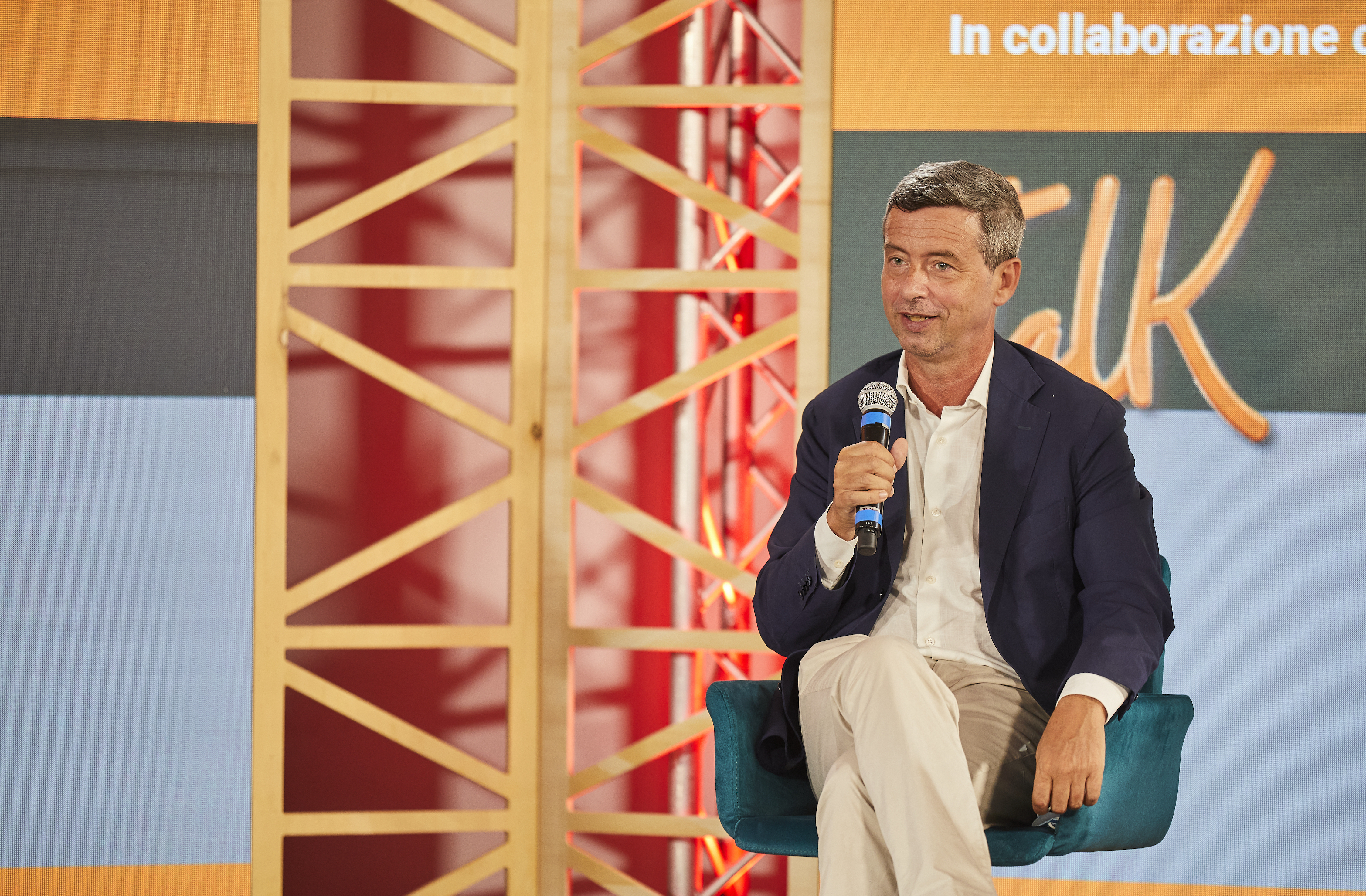
Orlando al Meeting di Rimini 2021.

Il 12 febbraio 2021 viene indicato quale Ministro del lavoro e delle politiche sociali nel governo tecnico di unità nazionale presieduto da Mario Draghi, prestando giuramento il giorno successivo nelle mani del Presidente della Repubblica Mattarella. Inoltre assume anche la carica di capodelegazione del PD nel governo. All'interno dell'esecutivo Orlando si caratterizza tra i ministri politici con rapporti distanti, o addirittura in divergenza, dal premier Draghi, per via delle diverse vedute sul tema dell'occupazione.
Durante la presidenza di turno all'Italia del G20 del 2021, Orlando ha presieduto le riunioni dei ministri del lavoro del gruppo.
L’11 luglio 2022, nel corso di una conferenza stampa, si è dichiarato favorevole all'introduzione «di un salario minimo» in modo da tutelare tutti i lavoratori, dipendenti e autonomi.

### Rielezione alla Camera

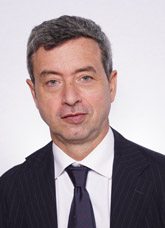
Orlando rieletto alla Camera nel 2022.

Alle elezioni politiche anticipate del 2022 viene ricandidato alla Camera, per la lista elettorale Partito Democratico - Italia Democratica e Progressista come capolista nel collegio plurinominale Liguria - 01, venendo rieletto deputato. Durante la campagna elettorale ha sostenuto l'idea che, dopo le elezioni, la coalizione di centro-sinistra dovesse formare un governo con l’appoggio del Terzo Polo e del Movimento 5 Stelle, oltre a criticare la strategia del “voto utile” applicata dal segretario del PD Enrico Letta e la sua rivendicazione della cosiddetta agenda Draghi. Nella XIX legislatura è membro della 10ª Commissione Attività produttive, commercio e turismo, della Commissione parlamentare antimafia e della Delegazione italiana presso l'Assemblea parlamentare del Consiglio d'Europa.
Alle primarie del PD del 2023 sostiene la mozione della deputata del PD Elly Schlein, che risulterà vincente con il 53,75% dei voti e verrà poi eletta segretario del partito.

### Candidatura alle regionali in Liguria
In vista delle elezioni regionali in Liguria del 2024, indette a seguito delle dimissioni anticipate del presidente Giovanni Toti per le sue vicende giudiziarie di corruzione, il 1º settembre 2024 Partito Democratico, Movimento 5 Stelle, Alleanza Verdi e Sinistra (AVS) e Azione annunciano la candidatura congiunta di Orlando alla presidenza della Regione, sostenuto da un’ampia coalizione di centro-sinistra formata dal PD, M5S, AVS (che include candidati della Lista Sansa e Possibile), Patto Civico Riformista (che include candidati di Azione, Popolari Europeisti Riformatori, Alleanza Civica Liguria, Partito Repubblicano Italiano e Repubblicani Europei) e le liste civiche Orlando Presidente (che include candidati di Linea Condivisa) e Liguri a Testa Alta (che include ex membri del M5S e di Italia Viva). Inoltre riceve l'appoggio esterno di Volt. Il suo programma elettorale, denominato Tutta la Liguria a testa alta. Per le persone, con le persone, si concentra in 10 punti: Territorio, Sanità, Industria, Lavoro, Agricoltura, Scuola, Casa, Porti e Trasporti, e in 4 punti chiave: rigenerare, innovare, curare e redistribuire. Alle elezioni del 28 ottobre seguente raccoglie il 47,36% dei voti validi e perde le elezioni a favore del candidato di centro-destra, il sindaco di Genova Marco Bucci, con uno scarto minimo: circa 8.400 voti, pari all’1,4%.
Il 17 dicembre seguente, Orlando annuncia ufficialmente di aver lasciato il proprio seggio in Parlamento, al fine di vestire la carica di capogruppo dell'opposizione nel Consiglio regionale della Liguria.